# SN 2011fm
SN 2011fm – supernowa typu Ia odkryta 22 sierpnia 2011 roku w galaktyce IC4815. W momencie odkrycia miała maksymalną jasność 16,40m.